# Буис, Изабель
Изабель Буис (фр. Isabelle Bouysse; р. 23 ноября 1970, Сен-Мор-де-Фоссе (Валь-де-Марн) — французская актриса и телевизионная ведущая.
Начинала телевизионную карьеру в качестве танцовщицы в передачах Жака Мартена, Патрика Себастьена и Дороти. С начала 1990-х снималась в эпизодах сериалов, производства компании AB Productions, таких как «Да здравствуют мужчины» и «Элен и ребята», затем получила постоянную роль в проекте «Перекресток страсти». После закрытия сериала снималась в «Каникулах любви», продолжении «Элен и ребят» и «Грёз любви», сначала в эпизодах, а затем в роли одного из основных персонажей — Жанны Гарнье.
Как и её коллегам по сериалам AB Productions, после ликвидации этой компании Изабель Буис было сложно получить постоянную роль в телевизионных постановках. В 2008—2009 вместе с Патриком Пюидеба она была ведущей утренней программы на телеканале IDF1. С 2010 снимается в продолжении «Каникул любви» — сериале «Тайны любви».
Также исполняет должность генерального директора компании JLA Holding, отделившейся в 1999 от AB Productions.
Замужем за Жан-Люком Азуле, одним из основателей AB Productions и JLA Holding. В этом браке родились двое детей: Адам (р. 11 ноября 2000) и Жанна (р. 11 июня 2003).

## Фильмография
- 1992: Les Cinq Dernières Minutes (Последние пять минут) (1 серия)
- 1992: Salut Les Musclés (Да здравствуют мужчины) (1 серия)
- 1994: Les Filles d'à côté (Девушки-соседки) (1 серия)
- 1994: Les Garçons de la plage (1 серия)
- 1994: Hélène et les Garçons (Элен и ребята) — Заза (7 серий)
- 1994—1996: La Croisière foll'amour (Перекресток страсти) — Эстрела (69 серий)
- 1996: L'un contre l'autre (Один вместо другого) — Изабель (14 серий)
- 1996—2004: Les Vacances de l'amour (Каникулы любви) — Жанна Гарнье (112 серий)
- 1997: Nestor Burma (Нестор Бурма) (1 серия)
- 1999: Le G.R.E.C. (7 серий)
- 2002: L'Instit (Препод) (1 серия)
- 2002: Les Thibault (Семья Тибо)
- 2004: Louis Page (Луи Паж) (1 серия)
- 2005—2009: SOS 18 (26 серий)
- 2005: Les Hommes de cœur (3 серии)
- 2005: Navarro (Наварро) (1 серия)
- 2006: Le Tuteur (Опекун) (1 серия)
- 2008: César Levy (Сезар Леви) — Натали Монестье
- 2009: Camping Paradis (Кемпинг Парадиз) (1 серия)
- 2010: Victoire Bonnot (3 серии)
- 2011— : Les Mystères de l'amour (Тайны любви) — Жанна Гарнье